# ヴァイオリンソナタ (ドビュッシー)
ヴァイオリン・ソナタ（仏:Sonate pour violon et piano）は、クロード・ドビュッシー（1862年 - 1918年）の最後の作品。ガストン・プーレのヴァイオリン、ドビュッシー本人のピアノによって初演された。

## 概要
ドビュッシーは晩年に6曲のソナタの作曲を計画し、チェロソナタ、フルート、ヴィオラとハープのためのソナタを作曲したが、3作目に当たるヴァイオリンソナタが、一連のソナタのみならず、全創作の最後のものとなった。
作曲は第一次世界大戦中の1916年から1917年にかけて行われた。作曲の際、ヴァイオリンの技術面からの助言をガストン・プーレが行っている。完成の年の5月5日、パリのサル・ガボーにおいてガストン・プーレのヴァイオリンとドビュッシー自身のピアノにより初演されたが、これはドビュッシーが公に姿を現した最後の機会にもなった。なお初演を担当したガストン・プーレの息子ジェラール・プーレは、父から教わった運指などを盛り込んだ校訂版を出版しており、日本では音楽之友社から出版されている。

## ドビュッシーとガストン・プーレ
ドビュッシーとガストン・プーレの出会いはドビュッシーの弦楽四重奏がきっかけであった。プーレは当時弦楽四重奏団を率いており、1916年にドビュッシー本人に演奏を聴いてもらおうと手紙を書いた。快諾を得たプーレは作曲家の自宅で演奏し、ドビュッシーに高く評価されるようになったという。そしてヴァイオリニストと知り合ったことを契機にかねてから温められていたヴァイオリンソナタの計画がすすめられ、作曲に際して草稿をプーレに見てもらい、演奏効果などの細かな助言を求めるという関係が築かれた。こうして1917年5月5日パリのサル・ガヴォーにて、前述のようにガストン・プーレのヴァイオリン、ドビュッシー本人のピアノによって初演がなされたのである。

## 構成
ト短調で3楽章からなる。演奏時間は約15分。
- 第1楽章 Allegro vivo
- 第2楽章 Intermède. Fantasque et léger（間奏曲　幻想的かつ軽快に）
- 第3楽章 Finale. Très animé（終曲　きわめて活発に）